# Ann-Marie Rydberg
Ann-Marie Rydberg, född 5 februari 1939 i Göteborg, är en svensk kyrkomusiker, körledare och sångpedagog. 

## Biografi
Ann-Marie Rydberg avlade musiklärarexamen 1963 och högre organist- och kantorsexamen 1965 vid Göteborgs Musikkonservatorium, sedermera Musikhögskolan, där hon också avlade sångpedagogexamen 1977. 
1973-1984 tjänstgjorde hon som organist och körledare i Backa kyrka, Göteborg, och 1984-2006 innehade hon en nyinrättad tjänst som domkyrkokantor i Gustavi domkyrka, Göteborg, där hon ansvarade för hela körverksamheten. Domkyrkokörens och Gustavikörens repertoar har spänt över musik från olika epoker, både a capella-verk och större musikaliska verk med orkester. Ann-Marie Rydberg har även arbetat med nyare musik och därvid ofta samarbetat med och beställt verk av körtonsättare i Norden. Hon har medverkat med framföranden och inspelningar av ny nordisk musik, bland annat inom ramen för Nordiska Kyrkomusiksymposier och Nordisk Musikfest.
Ann-Marie Rydberg tillträdde också 1986 en befattning vid Musikhögskolan i Göteborg och blev år 2000 utnämnd till universitetslektor i sång och körsång. Hon har även innehaft ledningsuppdrag, som utbildningsledare för det klassiska musikerprogrammet. 
Ett särskilt intresse för röst och röstuveckling i ensemblesång och körsång har lett till ett engagemang kring utbildningsfrågor i ämnet och styrelsearbete i Riksförbundet Röstforum.

## Diskografi
- Musik i Domkyrkan, Intim Musik, IMCD 022, 1993
- The Willis Organ in Göteborg, Proprius, PRCD 9167, 1997
- Lucia och julkonsert, Domkyrkans förlag, BIEM CD2, 1998
- Musik i Domkyrkan, Elfrida Andrée m fl, Intim Musik (i samarbete med SR P2), IMCD 098, 2005
- Kom, följ med oss, Intim Musik, IMCD 105, 2006